# Богонатхнення (православ'я)
Богонатхне́ння (Богонатхне́нність) Святого Письма у Православній церкві є догматом, який проголошує, що Святе Письмо написано за натхненням Божественної благодаті Святого Духа обраними ним людьми.

## Витоки вчення
Учення про богонатхненність Священного Писання зустрічається вже у Старому Заповіті. Там ясно виражена думка про дію Духа Божого у Пророків (Вих. 4:12; 2 Цар. 23:2; Іс. 2:1; Єз. 1:3, 6:1; 7:1 та ін, Мих. 1:1 і багато ін.). У Новому Заповіті вчення про богонатхненність висловив Ісус Христос, вказавши, що цар Давид за натхненням (εν πνευματι) називає Його Господом (Мт. 22:43; Мк. 12:36: εν Πνευματι τω αγιω — «Духом Святим»).
Учення про богонатхненність докладно розкривають апостоли і, перш за все, апостоли Петро і Павло. Апостол Петро говорить: «Бо пророцтва ніколи не було з волі людської, а вбачали його святі Божі мужі, проваджені Духом Святим будучи» (2 Петра 1:21). Апостол Павло вчить: «Усе Писання Богом надхнене, і корисне до навчання, до докору, до направи, до виховання в праведності, щоб Божа людина була досконала, до всякого доброго діла готова» (2 Тим 3:16, 17).

## Богонатхненність як заперечення вербалізму
Богонатхненність Святого Письма з точки зору Православної церкви означає утвердження його Боголюдської природи і заперечення вербалізму, тобто уявлень про те, що Святе Письмо продиктовано згори «слово в слово» і непогрішне за буквою, а не за духом. Вербалізм суперечить самому Святому Письму, що визначає духовне життя як живе поєднання з Богом через віру в Ісуса Христа, а не в схилянні перед мертвою буквою тексту. Бог «дав нам здатність бути служителями Нового Заповіту, не букви, а духа, бо буква вбиває, а дух оживляє» (2 Кор.3: 6).

### Боголюдська природа Святого Письма
Боголюдська природа Священного Писання виражається у тому, що в його складанні беруть спільну участь Бог і людина. Святе Письмо — результат синергійної (спільного) дії Божественної та людської волі. У такій дії людина не є пасивним знаряддям і безособовим інструментом Бога, а стає співробітником і співучасником його всеблагих дій, оскільки Бог своєю благодаттю діє абсолютно вільно, не усуваючи людської природи. Таке розуміння Священного Писання тісно пов'язано з уявленням про Боголюдину Ісуса Христа, у якому Божественна і людська природи з'єднані нероздільно і незлитно.